# Лимерик (поэзия)
Ли́мерик — стихотворный жанр английского происхождения, пятистишие абсурдистского содержания.

## Форма
Классический лимерик состоит из пяти строк с рифменной схемой AABBA, причём финальные части первой и последней строк обычно одинаковы. Чаще всего лимерик написан анапестом (1-я, 2-я и 5-я строки — трёхстопным, 3-я и 4-я — двухстопным), требования к рифме достаточно строги. Композиция лимерика подчиняется строгим правилам:
- в первой строке называется персонаж и место его происхождения (как правило, употребляется географическое название);
- во второй повествуется о том, что этот персонаж сделал, что с ним случилось или какова его особенность;
- дальнейшее изложение рассказывает о последствиях его действий или свойств.

В вольном лимерике географической привязки может не быть (зато могут упоминаться конкретные лица, литературные персонажи и т. п.), остальные требования сохраняются.
Евгений Клюев особо указывает на то, что к жанрообразующим свойствам лимерика относится рифма: географическое название должно рифмоваться с ключевым свойством персонажа.

С топонимом рифмуется Главная Странность, составляющая сущность каждого данного текста, — так что у читателя обязательно должно возникнуть впечатление, будто эта странность есть «прямое следствие» влияния на героя местности, в которой он проживает.

## История
Название лимерика происходит от ирландского города Лимерик. История его происхождения не вполне ясна. По наиболее распространённой версии, оно восходит к куплетам, которые пелись на рубеже XVII—XVIII веков ирландскими солдатами на службе французского короля Людовика XIV и содержали название города в рефрене. Тем не менее первые опубликованные в Англии в начале XIX века сборники лимериков так не назывались, и даже Эдвард Лир, признанный основоположник жанра, сочинивший под впечатлением от одного из стихотворений этой эпохи свою книгу 1846 года, понятием «лимерик» не пользовался: словари фиксируют это слово лишь в самом конце столетия.
Григорий Кружков, анализируя лимерики Лира, обнаруживает в них неожиданно серьёзный подтекст, тонкие связи с личной биографией поэта и парадоксальные переклички с поэзией Уильяма Батлера Йейтса.
Существует мнение, что тяготение к лимерику связано с британским национальным характером: так, Георгос Сеферис в письме Лоуренсу Дарреллу замечал:

Думаю, что писать лимерики — хорошее упражнение для одинокого человека, можно предположить, что этот жанр развился в Англии потому, что все вы, островитяне, одиноки.

К тому же, по замечанию критика,

лимерики нельзя переводить, их воссоздают «с ничего» на чужом языке. Переводчику, если он желает во что бы то ни стало сохранить за собой это звание, приходится действовать обходным манером.

Тем не менее в XX веке классические лимерики, особенно Эдварда Лира, широко переводились (на русский язык — Григорием Кружковым, Марком Фрейдкиным, Евгением Клюевым, Сергеем Таском и другими), а оригинальные лимерики появились на разных языках. Особенно популярен этот жанр среди самодеятельных авторов в Интернете. Однако дань лимерику отдали многие известные литераторы, чьи интересы в целом лежат совершенно в других областях литературы, — в частности, Сергей Аверинцев, Татьяна Щербина.

## Примеры лимериков
| Эдвард Лир (1872) There was an Old Person of Ewell, Who chiefly subsisted on gruel; But to make it more nice He inserted some mice, Which refreshed that Old Person of Ewell. | Перевод Григория Кружкова (1993) Пожилой господин в Касабланке Был поклонником жидкой овсянки. Чтобы было вкусней, В чашку пару мышей Добавлял господин в Касабланке. | Перевод Марка Фрейдкина (1990) Диетический джентльмен из Осло Ел на завтрак овсянку без масла. А чтоб вкус был свежей, В кашу пару мышей Добавлял бодрый джентльмен из Осло. |

Британский популяризатор математики Ли Мерсер сочинил следующий математический лимерик:
{\displaystyle {\frac {12+144+20+3{\sqrt {4}}}{7}}+(5\times 11)=9^{2}+0}
A dozen, a gross, and a score

Plus three times the square root of four

 Divided by seven

 Plus five times eleven

Is nine squared and not a bit more